# 溫斯頓 (蒙大拿州)
溫斯頓（英語：Winston）是位於美國蒙大拿州布羅德沃特縣的普查規定居民點。

## 歷史
溫斯頓的郵局自1892年營運至今。

## 人口
根據2020年美國人口普查的數據，溫斯頓的面積為13.52平方千米，皆為陸地。當地共有人口169人，而人口密度為每平方千米12.5人。